# Jef Burm
Jozef J. M. (Jef) Burm (Sint-Niklaas, 19 juni 1923 – Sint-Pieters-Leeuw, 1 april 2011) was een Vlaams acteur, cabaretier en zanger. Samen met Tone Brulin, Roger Coorens, Marc Leemans en Dora van der Groen behoorde hij tot de in 1950 afgestudeerde derde lichting van de jonge Studio van het Nationaal Toneel van België onder de leiding van Herman Teirlinck en Lea Daan.

## Biografie
Jef Burm speelde sinds het begin van de Belgische televisie (1953) mee in vele televisiefilms en -series. Zo had hij rollen in De Paradijsvogels, Slisse & Cesar, Het Pleintje, Wittekerke, Nonkel Jef en Alexander en de hoofdrol in De vulgaire geschiedenis van Charelke Dop. Het was vooral de rol van Rietje Rans in de reeks De Paradijsvogels die hem grote bekendheid bezorgde. Verder speelde hij mee in de films Zware jongens, Jan zonder vrees, Boerenpsalm en Blinker en het Bagbag-juweel.
Jef Burm heeft als woordkunstenaar, chansonnier, cabaretier en komisch acteur ook vele zaalvoorstellingen gerealiseerd, waaronder Allo Sjoe met Denise De Weerdt, voorstellingen van het Brussels Volkstejoêter en de revues van Anton Peters in Blankenberge. Als hoorspelacteur, verbonden aan het Dramatisch Gezelschap van de BRT, is Jef Burm onder andere te horen in De vertraagde film (Herman Teirlinck - Frans Roggen, 1967), Een bruiloftsdag (Paolo Levi - Herman Niels, 1970), Tobias of het einde van de angst (Marie Luise Kaschnitz - Walter Eysselinck, 1970) en Verloop van een ziekte (Klas Ewert Everwyn - Herman Niels, 1978).
In de beginjaren van VTM zat hij in het paneel van het spelprogramma Dierenplezier.
In 2004 werd hij ereburger van Meise, een titel die daarvoor enkel Eddy Merckx was toegekend. In 1971 was Jef Burm daar samen met zijn vrouw Josée Ellegiers gaan wonen. Josée werd geboren in Waasmunster, en kwam dus net als Jef Burm uit het Waasland. Ze leerden elkaar kennen op een feestje en vierden in september 2007 nog hun diamanten bruiloft in rusthuis Sint-Antonius in Sint-Pieters-Leeuw in het bijzijn van hun twee kinderen en zeven kleinkinderen. Jef Burm was ook ereburger in Sint-Niklaas, waar hij als slagerszoon werd geboren.
Hij overleed vermoedelijk aan een hersenbloeding, twee jaar na zijn vrouw. De dienst vond een week later plaats in Sint-Niklaas, waarna hij werd begraven op het kerkhof aldaar. Met het overlijden van Burm verloor de stad Sint-Niklaas haar tweede ereburger in vier dagen tijd; drie dagen eerder was Bob Benny gestorven.